# مقاطعة غيليام (أوريغون)
مقاطعة غليليام (بالإنجليزية: Gilliam County)‏ هي إحدى مقاطعات ولاية أوريغون في الولايات المتحدة الأمريكية.